# Curtara culpa
Curtara culpa är en insektsart som beskrevs av Delong och Wolda 1978. Curtara culpa ingår i släktet Curtara och familjen dvärgstritar. Inga underarter finns listade i Catalogue of Life.